# Johnny Mnemonic (1995.)
Johnny Mnemonic je američki znanstvenofantastični film iz 1995.g. koji je režirao Robert Longo. Djelomično se bazira na kratkoj priči "Johnny Mnemonic" Williama Gibsona. Keanu Reeves glumi naslovni lik, čovjeka s kibernetičkim implantatom u mozgu dizajniranom da pohranjuje informacije. Film prikazuje Gibsonovu distopijsku viziju budućnosti u kojem svijetom dominira megakorporacija i snažni utjecaji iz istočne Azije. 
Film je bio sniman na lokacijama u Kanadi, Torontu i Montrealu za scene koje se odvijaju u Newarku, New Jersey i Pekingu. U filmu se vidi puno lokalnih spomenika, uključujući "Union Station" u Torontu, montrealski horizont i most "Jacques Cartier Bridge".
Film je premijerno prikazan u Japanu 15. travnja 1995., u dužoj verziji od 103 minute, bližoj redateljskoj verziji, s glazbom koju je prethodno skladao Mychael Danna, drugačijom montažom, više scena s japanskom zvijezdom Takeshijem Kitanom i Dolphom Lundgrenom.

## Vanjske poveznice
- Johnny Mnemonic na Rotten Tomatoes